# エーマースアッカー
エーマースアッカー (ドイツ語: Emersacker) は、ドイツ連邦共和国バイエルン州シュヴァーベン行政管区のアウクスブルク郡に属す町村である。

## 地理

### 位置
エーマースアッカーは、アウクスブルクの北西約 25 km、アウクスブルク＝ヴェストリヘ・ヴェルダー自然公園内のホルツヴィンケル辺縁部に位置している。エーマースアッカーをラウグナ川（ツーザム川の支流）、ヴァイハーバッハ川、ヨハネスバッハ川が流れている。エーマースアッカーの他にゲマインデタイル（地理上の地区）は存在しない。

### 隣接する市町村
エーマースアッカーは、北はディリンゲン・アン・デア・ドナウ郡、東、南、西はアウクスブルク郡に囲まれている。南北に長く伸びた町域のため、大変多くの市町村がエーマースアッカーと境を接している。
アウクスブルク郡で境を接しているのは、東から時計回りに以下の町村である。ヘレツリートのラウターブルン地区（東）、ボンシュテッテン（南）、ヴェルデン（西）、アルテンミュンスターのツーザムツェル地区とヘグネンバッハ地区（西）。
さらにディリンゲン・アン・デア・ドナウ郡で境を接しているのが、ツーザムアルトハイムのマルツェルシュテッテン地区（北）、ラウグナのボックスベルク地区、モーデルスハウゼン地区、カーグ地区、ヒンターブーフ地区（北）である。 

## 歴史
エーマースアッカー（人名 Emheri の耕作地を意味する）は孤立農場（おそらくフランク人の所領であった）から成長した。エーマースアッカーの存在が確認できるのは1169年で、ハインリヒ・フォン・エーマースアッカーが証人として史料に記録されているのが初出である。1361年2月23日付けのアウクスブルク司教領の文書では、シュラーク・フォン・エーマースアッカーが証人となっている。エーマースアッカーは1606年頃にハンス・フリードリヒ・シェルトリン・フォン・ブルテンバッハのものとなったが、1613年にはフッガー家に売却された。
エーマースアッカーは1658年にフッガー家の財団の所有となり、1672年にルドルフ・フォン・ウント・ツー・シャウムブルクに売却された。1688年にはアウクスブルクの Math. コッホ・フォン・ガイレンバッハ、H. ズルツァー、H. J. フリードリヒ・ランゲンマンテルに売却された。1700年頃エーマースアッカーは結局再びフッガー家の財団所有となった。1803年の帝国代表者会議主要決議以降この町はバイエルン領となった。バイエルン王国の行政改革に伴う1818年の自治体令によって現在の自治体が形成された。
町の中心には現在もフッガー家の城館がある。ここには1966年までフッガー家の財団のブルワリーが入居していた。1989年に町がこの建物を買い取り、大幅な改造と近代化を施した。1993年から新しい町役場、クラブハウス、音楽練習ホールが、1999年から新しい消防署が、2005年から青年集会所が入居している。

## 住民

### 人口推移
1988年から2018年までの間にこの町の人口は、1,089人から1,393人まで、304人、約 27.9 % 増加した。

## 行政
この町は、1978年からヴェルデン行政共同体に加盟している。

### 首長
2020年5月1日からカール＝ハイツ・メンゲレ (Unparteiische Wählervereinigung Emersacker) が町長を務めている。この党は1960年からエーマースアッカーの町長を輩出し続けている。
| 就任   | 名前                                            | 政党 |
| ------ | ----------------------------------------------- | ---- |
| 1978年 | ゲオルク・ブルンマー (Georg Brummer)            | UWV  |
| 1984年 | アロイス・ハイム (Alois Heim)                   | UWV  |
| 2008年 | ミヒャエル・ミュラー (Michael Müller)           | UWV  |
| 2020年 | カール＝ハインツ・メンゲレ (Karl-Heinz Mengele) | UWV  |

### 議会
エーマースアッカーの町議会は12議席で構成されている。

### 紋章と旗

#### 紋章
図柄: 紋章の周囲に金と青のヴォルケンフェー（絨毛状の模様）。内部は銀地で赤い穂と青いユリが並んでいる。
紋章の由来: ヴォルケンファーの縁取りはシャウエンブルク伯の紋章から採られた。紋章の図案化されたユリと金-青の配色は、町で裕福な暮らしをして、領主を務めたフッガー家を想起させる。紋章の赤い穂はこの町の田舎風の構成を表している。
この紋章は1971年から用いられている。

#### 旗
町の旗は、黄-青-白の配色である。

### 姉妹自治体
- ヤウエルニック＝ブッシュバッハ（ドイツ、ザクセン州マルカースドルフ内の一地区）[7]

## 文化と見所

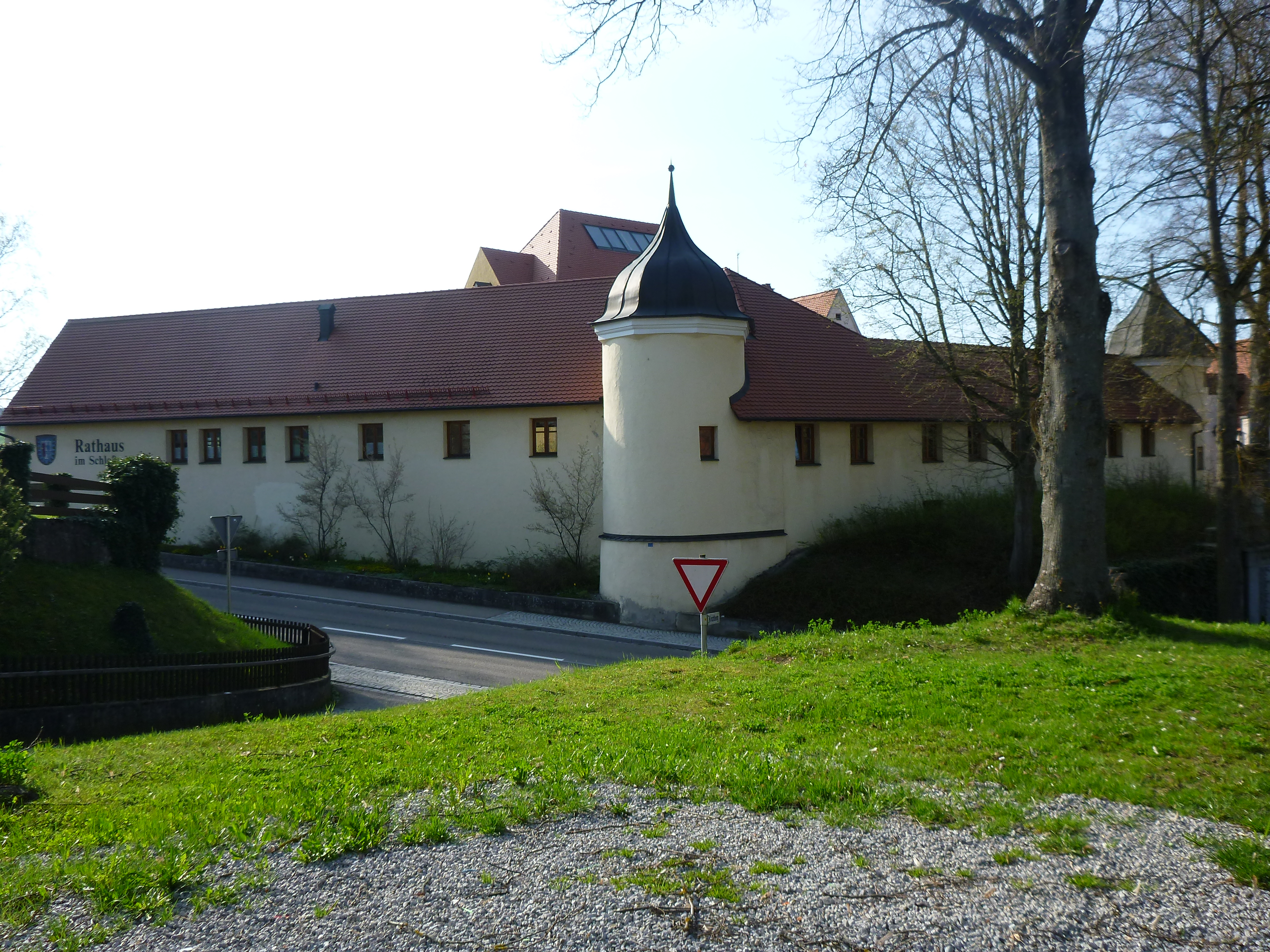
フッガー家のエーマースアッカー城

- フッガー家のエーマースアッカー城: エーマースアッカー城は、12世紀中頃にエーマースアッカーの貴族によって建設された。この城は1546年にシュマルカルデン戦争によって破壊された。17世紀初めにその城跡を購入したフッガー家が新たな城を築いたが、19世紀半ばに解体された。現存している擬宝珠型の屋根を戴いた円塔と付属建造物が、かつての領主の館の姿を思い起こさせる。
- カトリックの巡礼教会聖マルティン教会。「マリア・ツーム・ブルーテ」（直訳: 血を流すマリア）の聖像を収蔵している。
- 三位一体礼拝堂
- シュトゥッツェンベルクのケルト人墓地

### クラブ・団体
この町の最大のクラブは、1905年に設立された射撃クラブ「アルペンローゼ・エーマースアッカー」と、サッカー、テニス、卓球、体操競技、演劇、テコンドー部門を備えた FC エーマースアッカーである。後者は1924年に設立された。音楽クラブ「ブリックト」も長い伝統を持つ。このクラブは1977年に再結成されたのだが、1989年に175年以上にわたって器楽奏者育成に貢献したとして当時の連邦大統領リヒャルト・フォン・ヴァイツゼッカーから、「プロ＝ムジカ」メダルを授与された。2004年には、エーマースアッカー少年団が結成された。